# Orel damaní
Orel damaní (též orel kaferský nebo orel Verreauxův; Aquila verreauxii) je velký druh dravce z čeledi jestřábovitých (Accipitridae).

## Znaky

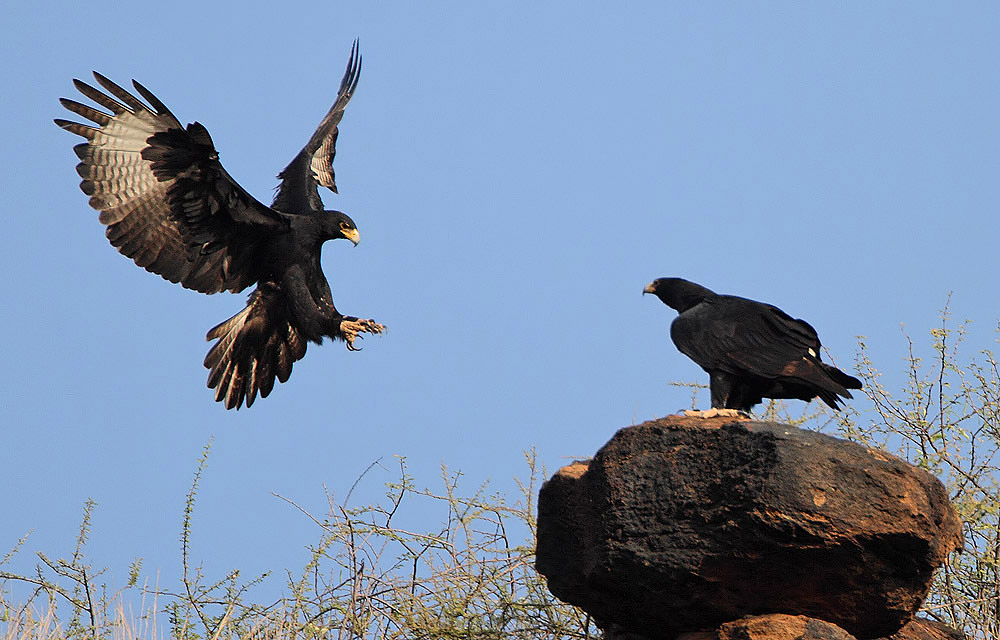
Pár orlů damaních u jezera Baringo v Keni

Dorůstá 75–95 cm a v rozpětí křídel měří až 2,2 m. Průměrná hmotnost u samců činí 3,7 kg a u samic 4,5 kg. Opeření má celkově černé s bílým zbarvením na svrchní části těla, které na hřbetě vytváří tvar písmene V.

## Rozšíření
Jedná se stálý druh žijící v říčních roklích a na skalnatých výchozech v jižní a východní Africe, Čadu a roztroušeně i na území Arabského poloostrova.

## Potrava
Je specializován na lov damanů, na jejichž početnosti často nepřímo závisí velikost jeho přísně obhajovaného teritoria; občas se živí také jinými savci nebo ptáky.

## Rozmnožování
V jedné snůšce jsou 2 krémově zbarvená vejce, jejichž inkubace trvá přibližně 45 dnů. Rodiče zasedají již na první snesené vejce a proto se jedno mládě líhne dříve. To starší zabije mladší, i když je dostatek potravy pro obě.

## Poznámka
Je pojmenován po francouzském přírodovědci Julesi Verreauxovi, který na počátku 18. století navštívil jižní Afriku. Noha samice je větší než lidská ruka.